# Pasippida
Pasippida (in greco antico: Πασιππίδας?, Pasìppida; Sparta, V secolo a.C. – dopo il 408 a.C.) è stato un ammiraglio spartano.

## Biografia
Dopo il disastro di Cizico (410 a.C.) ebbe il compito di rivolgersi agli alleati per ottenere nuove navi e ricostruire la flotta spartana; sembra, inoltre, si trovasse a Taso quando quello stesso anno l'isola si ribellò contro Sparta, perché fu bandito
dalla città con l'accusa di essersi unito a Tissaferne nell'appoggiare la rivolta.
In ogni caso non rimase a lungo in esilio, dato che viene menzionato nel 408 a.C. come capo degli ambasciatori inviati da Sparta alla Corte persiana per contrastare una analoga ambasciata di Atene. Gli inviati, tuttavia, non raggiunsero la sede della corte e si fermarono a svernare a Gordio in Frigia; all'inizio della successiva primavera (407 a.C.), mentre stavano per riprendere il loro cammino, incontrarono un'altra ambasciata lacedaemoniana di ritorno dal re persiano, con l'informazione che avevano già ottenuto da lui tutto ciò che desideravano. 